# Azerbajdžanska umjetnost
Azerbajdžanska umjetnost je umjetnička produkcija naroda Azera i umjetnost na području države Azerbajdžana i pokrajine Iranski Azerbajdžan u Iranu.

## Prapovijesna i antička umjetnost
Najstarija umjetnička djela na području gdje žive Azeri čuva Nacionalni park Gobustan, oko 6.000 petroglifa iz paleolitika, mezolitika i neolitika koji svjedoče o 40.000 godina prapovijesne umjetnosti na kamenu.
Nalazi keramičkih predmeta imaju različite oblike, savršene oblike i fine ukrase ornamentalnih i semantičkih motiva (Šehtahi, Nahičevan; Mingačevir. Najstariji tragovi monumentalne gradnje se mogu pronaći u Nahičevanu i Gabalinskom rajonu, a kiklopske zidine su otkrivene u Nahičevanu i Malom Kavkazu.
Azarski jezik, jedan od iranskih jezika, se govorio na ovom području prije turkizacije Azera u srednjem vijeku. Perzijska umjetnost i kultura su dominirale područjem, što se može vidjeti u „Tornju djeva” koji je izgrađen na mjestu starijeg paganskog hrama iz 7. ili 6. stoljeća pr. Kr. (Stari grad Baku), važnog perzijskog svetišta zoroastrizma.
Kavkaska Albanija (2. st. pr. Kr.–8. stoljeće) je ostavila brojne spomenike na području gdje danas žive Azeri od antike do srednjeg vijeka. Mnogi su gradovi bili poznati po tkanju tepiha, proizvodnji umjetničkih keramičkih posuda, te zlatnom i srebrnom nakitu. Uzorci gravura i skulptura bili su široko rasprostranjeni u vizualnim umjetnostima, kao što je kameni kapitel iz sela Sudagilan (Mingečaur) iz 5. ili 6. st. koji se čuva u moskovskom povijesnom muzeju.

## Srednjovjekovna umjetnost
Arapsko osvajanje kavkaske Albanije u 7. stoljeću dovelo je do prodora iranske i arapske islamske umjetnosti, te je došlo do izgradnji džamija, mauzoleja, dvoraca i drugih spomenika koje je pratilo ukrašavanje raznim ornamentalnim uzorcima i ukrasima, kaligrafskim elementima (natpisi iz Kurana), pločicama i reljefima. Primjer su mauzoleji koje je u 12. st. (kada su ovim područjem vladali Seldžuci) izradio Ajami Nahičevani u Nahičevanu, kao što je Mauzolej Momine Hatun.
Azeri su u to vrijeme stvorili bogatu i osebujnu kulturu, od koje veliki dio čini dekorativna i primijenjena umjetnost. Ovaj oblik umjetnosti ukorijenjen od antičko doba, a predstavlja širok spektar rukotvorina, kao što su predmeti za lov, izrada nakita, graviranje u metalu, rezbarenje u drvu, kamenu i kosti, te izrada tepiha, tkanje i tiskanje, pletenje i vez.
Lokalne umjetničke škole otvorene su u mjestima kao što su: Barda, Šemahi, Bejlagan, Gandža, Nahičevan i Šabran. Arhitektonske škole u Nahičevanu, Širvanu/Apšeronu i Tabrizu su među njima bile najvažnije. Glatki kameni zidovi s kamenom rezbarijom geometrijskih i biljnih ukrasa pripadaju „Širvansko-apšeronskoj arhitektonskoj školi”
Azerbajdžansko tkanje tepiha je tradicionalni obrt koji je na ovom području bio poznat još u 2. tisućljeću prije Krista. No, razvoj tepiha potaknut nakon što je na ovom području zavladalo Safavidsko Carstvo. Azerbejdžanski tepisi mogu se svrstati u nekoliko velikih skupina, podijeljenih prema četiri geografske zone Azerbejdžana:
- Karabaška škola (Nacionalni muzej umjetnosti, Baku)
- Guba-Širvanska škola (Šamaki tepih, Victoria and Albert Museum, London)
- Gandžanska škola (Azerbajdžanski muzej tepiha, Baku)
- Tabriška škola (Ardabilski tepih, Victoria and Albert Museum)

## Između Osmanlija i Perzije (15. – 20. st.)
Perzijsko minijaturno slikarstvo razvijalo se na području Azerbajdžana u srednjem vijeku. Rukopisi srednjovjekovnih pjesnika kao što su: Firdusi, Nezami Gandžavi, Sadi, Hafiz, Abdurrahman Džami, Ališer Navoi i Amir Hosrov Dehlavi, ukrašavai su minijaturama ljudi, životinja i krajolika. U Baku djelovao je iluminator Abdulbagi Bakuvi u 15. st., a iluminacije koje su nastajale sredinom 15. st. u turkijskim središtima kao što su Šamaki nazivaju se turkijskim stilom. Utjecaj Dalekog istoka može se osjetiti u kreativnosti mnogih minijaturnih umjetnika toga vremena.
Safavidska prijestolnica Tabriz u 16. st. postaje središte minijature i tu se doseljavaju slikari iz svih krajeva Perzije kao što je Bihzad i mnogi od njegovih učenika iz Herata.
- Muzafer Ali, Jusuf izlazi iz bunara iz Haft Avranga („Sedam prijestolja”) pjesnika Džamija, 1492., Freer galerija umjetnosti
- Mir Musavir, Bahram Čubina ubija lava majmuna, Šahnama šaha Tahmaspa I. iz 1525., Muzej Metropolitan, New York.
- Aga Mirek, Knez odmara, oko 1530., Freer galerija umjetnosti
- Mir Sadžid Ali, Prorok Ilija i princ Nuradar, Hamzanama, 1564.-1579., British Museum, London.

Ratovi između Turske i Irana i feudalnih sukoba među kanatima negativno su utjecali na razvoj likovnih umjetnosti u 17. – 18. stoljeću. No, šarena remek-djela vizualnih umjetnosti nastavljaju se stvarati, a Palača šekijskih kanova koju je sagradio arhitekt Hadali Zejnalabdin iz Širaza 1797., jedno je od tih remek-djela. Tu su ukrasne slike ljudi i životinja, kao i scene borbe i lova, naslikane svijetlim i šarenim bojama, stvorili majstori kao što su: Abasgulu, Usta Gambar Karabagi, Aligulu, Gurban Ali, Šukur i drugi.
Mir Mohsun Navab (1833. – 1918.) se drži za posljednjeg azerskog umjetnika stare tradicionalne škole znanosti, umjetnosti i književnosti. Navab iz Šuše je bio svestrana osoba svoga vremena, poznat kao pjesnik, umjetnik, povjesničar glazbe, astronom, tesar, kemičar i matematičar.
Iz Šuše je bila i Huršidbanu Natavan (1832. – 1897.), najznačajnija pjesnikinja svog doba koja je pisala na perzijskom i azerskom jeziku, ali i nadarena slikarica krajolika, cvijeća i dekorativnih uzoraka.
Štafelajno slikarstvo je bilo jako rijetko, a najznačajniji predstavnik je samoškolovani Mirza Kadim Erivani (1825. – 1875.) koji je slikao portrete i iluminacije.

## Azerbajdžanska književnost
Azerbajdžanska književnost (azerski: Azərbaycan ədəbiyyatı) odnosi se na književnost na azerskom jeziku, koji je trenutno službeni jezik u Republici Azerbajdžanu i prvi je jezik većine ljudi u iranskoj regiji Iranskom Azerbajdžanu. Prvi primjeri azerske književnosti potječu iz oko 1200. godine, nakon mongolskog osvajanja i pisani su arapskim pismom. Pred kraj 19. stoljeća, novine su počele objavljivati popularna književna djela.
Moderna azerbajdžanska književnost nastaje isključivo u Azerbajdžanu, premda puno Azera živi i u Iranu.

## Moderna azerbajdžanska umjetnost
Žanrovi satirične grafike pojavili su se izdavanjem časopisa „Mola Nasrudin” početkom 20. stoljeća i razvojem izdavaštva. Azim Azimzade osnivač je satiričke grafike Azerbajdžana, a poznat je po oštrim karikaturama i groteski društvene nejednakosti, neznanja, fanatizma i tlačenja diktatura.
Bahruz Kangarli, jedan od utemeljitelja realističnog štafelajskog slikarstva Azerbajdžana, prvi je azerbajdžanski umjetnik koji je dobio nepotpuno stručno obrazovanje (1926.).
Muzej neovisnosti Azerbajdžana, gdje nastaju nacionalni simboli Azerbajdžana (nacionalni grb i državna zastava), osnovan je u Bakuu 1919. godine, nakon uspostave Azerbajdžan Demokratske Republike. Simbole Azerbajdžana je dizajnirao Alibej Husejnzade (1864. – 1940.), spisatelj, filozof i slikar iz Saljana.
Prva umjetnička škola u kojoj su stvoreni novi žanrovi likovnih umjetnosti pod utjecajem sovjetskog režima otvorena je 1920. godine u Bakuu. U njoj su školovani umjentici kao što su: Farhad Halilov, Mihail Abdulajev, Satar Bahlulzade, i dr.
Godine 1928. održana je prva umjetnička izložba Azerbajdžanske unije mladih umjetnika, a prvi kongres azerbajdžanskih umjetnika održan je 1940. godine. Mihail Abdulajev, Tahir Salahov, Vidadi Narimanbekov, Satar Bahlulzade, Togrul Narimanbekov, Gejsar Kašijeva i drugi, bili su poznati umjetnici sovjetskog Azerbajdžana u drugoj polovici 20. stoljeća. Tahir Salahov zaslužan je za pionirsku verziju "teškog realizma" koji je iskrenije prikazivao turobnu stvarnost života radnika, za razliku od tada poticanog idealizma socijalističkog realizma. Nadalje, Elbej Rzagulijev i Arif Husejnov i drugi posvećeni su povijesnoj prošlosti, tradicijama i običajima azerbejdžanskog naroda. Maral Rahmanzade bila je prva azerbajdžanska umjetnica koja je stekla profesionalno umjetničko obrazovanje i postigla veliki uspjeh u sferi štafelajnog slikarstva i ilustracija knjiga.

## Vanjske poveznice
|  | Zajednički poslužitelj ima još gradiva o temi Azerbajdžanska umjetnost |

- Azerbajdžanski umjetnici (engl.) Posjećeno 16. srpnja 2019.
- Azerska minijatura (az.)